# Villa Sainte-Marcelline
Pour les articles homonymes, voir Marceline.
La Villa Sainte-Marcelline est une école privée de langue française qui offre une formation de la maternelle au secondaire pour filles. Située à Westmount, au Québec, elle a été fondée en 1959 par les Sœurs de Sainte-Marcelline. Elle est nommée en l'honneur de Sainte Marcelline, sœur de saint Ambroise de Milan.

## Programme
- Continuité de la maternelle au secondaire. Maternelle, primaire et secondaire pour filles.
- Éducation quadrilingue (français, anglais, espagnol et allemand) dès le secondaire 1.
- Préparation aux épreuves du Brevet français et de l'épreuve anticipée de français du Baccalauréat français en 5e secondaire. Préparation aux épreuves du Baccalauréat français au niveau collégial.
- Épreuves du DELE (reconnaissance international du niveau d'espagnol), English Language Arts (anglais langue maternelle).